# Ходырева, Елена Александровна
Елена Александровна Ходырева (укр. Олена Олександрівна Ходирєва; род. 19 мая 1981, Кривой Рог, Днепропетровская область) — украинская футболистка, защитник. Выступала в национальной сборной Украины.

## Клубная карьера
Начала карьеру футболистки в составе «Ингульчанки». В 1998 году стала игроком черниговской «Легенда». В 2002 году и 2004 году выступала в Кубке УЕФА за азербайджанский «Гёмрюкчю». Затем играла в России за «Надежду» и «Звезду-2005». В составе «Звезды» становилась двукратным чемпионом России. Зимой 2009 года стало известно, что Ходырева возвращяется в состав «Легенды». Затем, она вновь выступал за «Звезду». В 2012 году вернулась на Украину, где выступала за «Нефтехимик» и «Жилстрой-2».

## Карьера в сборной
Выступала за юношескую сборную Украины до 19 лет. Дебют состоялся 10 сентября 1998 года в матче против Норвегии (0:10). Всего за сборную до 19 лет провела 8 игр и забила 6 мячей. Выступала за сборную Украины. В 2009 году главный тренер сборной Анатолий Куцев вызвал Ходыреву на чемпионат Европы в Финляндии.

## Достижения
«Легенда»
- Чемпион Украины (5): 2000, 2001, 2002, 2009, 2010
- Серебряный призёр чемпионата Украины (4): 1998, 1999, 2003, 2004
- Обладатель Кубка Украины (3): 2001, 2005, 2009
- Финалист Кубка Украины (4): 1998, 1999, 2003, 2004

«Нефтехимик»
- Серебряный призёр чемпионата Украины (1): 2012
- Обладатель Кубка Украины (1): 2012

«Жилстрой-2»
- Чемпион Украины (2): 2016, 2017
- Серебряный призёр чемпионата Украины (1): 2014
- Бронзовый призёр чемпионата Украины (1): 2015

«Надежда»
- Бронзовый призёр чемпионата России (1): 2006

«Звезда-2005»
- Чемпион России (2): 2007, 2008
- Бронзовый призёр чемпионата России (1): 2010
- Обладатель Кубка России (1): 2007
- Финалист Кубка России (1): 2008